# یاماتو کینجو
یاماتو کینجو (انگلیسی: Yamato Kinjo؛ زادهٔ ۹ سپتامبر ۱۹۸۳) بازیگر اهل ژاپن است. وی از سال ۲۰۱۰ میلادی تاکنون مشغول فعالیت بوده‌است.